# كيم هي-سو
كيم هيي سو (بالكورية: 김혜수)‏ (مواليد 5 سبتمبر 1970) هي ممثلة كورية جنوبية. اشتهرت بأدوارها في الأفلام تازا: البكرات العالية (2006)، والسُراق (2012)، فتاة الخزانة (2015)، الحياة العائلية (2016)، بالإضافة إلى المسلسل التلفزيوني الناجح إشارة لعام (2016)، والضبع (2020).

## المسيرة المهنية
ظهرت كيم هيي سو لأول مرة في مجال المثيل في فيلم Ggambo عام 1986 عندما كانت طالبة في السنة الأولى في المدرسة الثانوية.  على مدى عقدين من الزمان، لعبت عديد من الأدوار القيادية والداعمة، لا سيما في المسلسل التلفزيوني هل نحب حقا؟ مع باي يونغ جن والانتقام والعاطفة مع اهن جاي ووك، بالإضافة إلى فيلم (الحب الأول) لعام 1993 و (ربط الشريط الاصفر) لعام 1998.
في نوفمبر عام 2020، تم اختيارها لدور الرئيسي لمسلسل «قاضية محكمة الأحداث» من إنتاج نتفليكس.
في عام 2022، تم اختيارها لدور الرئيسي في الدراما التاريخية شجيرة، والذي من المقرر عرضه في أكتوير 2022.

## الأعمال

### أفلام
| السنة | العنوان    | الدور    |
| ----- | ---------- | -------- |
| 2012  | اللصوص     | بيبسي    |
| 2013  | قارئ الوجه | يون هونغ |

### مسلسلات
| السنة | العنوان             | الدور                 |
| ----- | ------------------- | --------------------- |
| 2016  | إشارة               | تشا سو هيون           |
| 2017  | الطبيب الرومانسي    | لي يونغ جو            |
| 2022  | قاضية محكمة الأحداث | سيم يون سيوك          |
| 2022  | تحت مظلة الملكة     | الملكة ايم هواه ريونغ |
| 2025  | مكشوف               | اوه سو ريونغ          |

## روابط خارجية
كيم هي-سو على موقع IMDb (الإنجليزية)
- كيم هي-سو على موقع ميتاكريتيك (الإنجليزية)
- كيم هي-سو على موقع روتن توميتوز (الإنجليزية)
- كيم هي-سو على موقع ألو سيني (الفرنسية)
- كيم هي-سو على موقع ميوزك برينز (الإنجليزية)
- كيم هي-سو على موقع أول موفي (الإنجليزية)
- كيم هي-سو على موقع ديسكوغز (الإنجليزية)
- كيم هي-سو على موقع قاعدة بيانات الفيلم (الإنجليزية)